# Assemblea costituente della Georgia
L'Assemblea costituente della Georgia (in georgiano: საქართველოს დამფუძნებელი კრება, Sakartvelos dampudznebeli kreba) è stato l'organo legislativo della Repubblica Democratica di Georgia. Fu eletta nel febbraio 1919 per ratificare la legge sull'indipendenza della Georgia e per redigere una nuova costituzione per il paese. L'organo rimase attivo fino a quando un attacco dell'Armata Rossa sovietica  pose fine ai tre anni di indipendenza della Georgia nel marzo 1921.

## Elezione
Dopo la rivoluzione russa del 1917, la Georgia si separò dalla Russia prima come parte della Repubblica Federale Democratica Transcaucasica il 9 aprile 1918, e poi come propria repubblica il 26 maggio 1918, quando il Consiglio nazionale della Georgia approvò una legge sull'indipendenza del paese.
L'Assemblea costituente  è stata eletta nelle elezioni nazionali libere e dirette il 14 e 17 febbraio 1919. Il suo scopo era ratificare la Legge sull'indipendenza della Georgia e introdurre la Costituzione della Repubblica. Le elezioni hanno visto la partecipazione di 15 partiti politici e hanno portato alla vittoria del Partito Social Democratico (menscevichi) e del suo leader, Noe Zhordania. Dei 130 seggi, il partito ha ricevuto un totale di 109; Il Partito Nazionale Democratico ha vinto otto seggi, i Social-Federalisti hanno anch'essi ottenuto otto seggi e il Partito Socialista-Rivoluzionario della Georgia cinque seggi. Formarono quattro fazioni in parlamento e altre due fazioni emersero dal Partito Nazionale e dall'Alleanza Rivoluzionaria Armena. Il 21 marzo 1919, l'assemblea elesse Noe Zhordania come primo ministro, formando un nuovo governo.

## Legislazione
Durante i suoi due anni di attività, l'Assemblea ha promulgato 126 leggi, le più importanti delle quali includevano leggi sulla cittadinanza, elezioni locali, difesa nazionale, agricoltura, Stato di diritto, diritti politici e amministrativi delle minoranze etniche e istruzione pubblica a livello nazionale. Inoltre, sono state emanate leggi e regolamenti, ad esempio, sulla politica economica, le ferrovie georgiane, il commercio, la produzione e così via. Nel luglio 1919, l'assemblea istituì un senato, i cui membri furono eletti dall'assemblea "per sovrintendere all'osservanza e alla difesa della legge e per garantire che fosse seguita da vicino da tutte le organizzazioni, individui e agenzie governative locali". Il Senato era, in effetti, una corte d'appello, ma aveva anche il potere di annullare qualsiasi decisione del governo se fosse stata illegale e di ascoltare i ricorsi contro i tribunali.
Durante la guerra civile russa, il governo georgiano aveva affrontato le difficili relazioni estere ei problemi interni, e in pratica non era stato in grado di attuare pienamente il suo programma di riforme progressive come definito dalla legge. All'inizio del 1921, l'assemblea aveva redatto la prima costituzione della Georgia, che era stata emanata dopo che le truppe sovietiche avevano già invaso il paese il 21 febbraio 1921, quando i combattimenti infuriavano alla periferia della capitale del paese, Tbilisi. Il 25 febbraio l'Assemblea costituente fu evacuata da Tbilisi, prima a Kutai e infine a Batumi, dove tenne la sua ultima sessione il 21 marzo 1921, quando ordinò al governo della repubblica di lasciare il Paese. Il 24 marzo, il Comitato rivoluzionario della Georgia, istituito dai vittoriosi bolscevichi come amministrazione ad interim, ha dichiarato sciolta l'assemblea costituzionale.